# Прапор Первомайська (Миколаївська область)
Прапор Первомайська затверджений 28 серпня 2009 року рішенням Первомайської міської ради.

## Опис
Прямокутне полотнище з співвідношенням сторін 2:3, розділене синім вилоподібним хрестом від кутів біля древка до середини вільного краю. На рівнобічному малиновому древковому трикутнику три білих фортечних зубці; верхня горизонтальна частина блакитна, нижня — жовта.

## Значення символів
Трикутник у лівій частині полотнища виконаний в малиновому кольорі, що символізує історичне коріння заснування міста козаками. На малиновому полі полотнища розташовується стилізоване зображення фрагменту фортеці, що поклала в 1676 році початок нинішньому Первомайську. Права нижня частина полотнища виконана в жовто-золотавому кольорі, що символізує належність міста до степової природної зони. Права верхня частина полотнища виконана в блакитному кольорі, що символізує чисте небо, оскільки в природній зоні розташування міста переважають безхмарні дні через дуже низьку середньорічну норму опадів. Також жовто-блакитне поєднання кольорів символізує належність міста до Української держави.